# Ukrsibbank
Ukrsibbank BNP Paribas Group (ukrainisch Укрсиббанк, russisch Укрсиббанк; Eigenschreibweise UKRSIBBANK) ist eine ukrainische Bank, die 1990 gegründet wurde und zu den zehn größten Banken in der Ukraine zählt. Am 1. Januar 2016 betrug die Bilanzsumme 43 Milliarden. Die Bank verfügt über ein Netz von rund 250 Filialen und 1000 Geldautomaten. Ukrsibbank ist nach der Privatbank, der Staatlichen Sparbank und der Ukreximbank eine der führenden Banken in der Ukraine.

## Geschichte
Die Geschichte von Ukrsibbank beginnt 1990. 1992 wurde die Bank Teil der ukrainisch-sibirischen Korporation „UkrSibinkor“ und wurde in „JSCIB UkrSibbank“ umbenannt. 1996 begann die Bank Filialen in anderen Regionen zu öffnen, und seit 2000 baut sie ein Vertriebsnetz auf. Bereits im Jahre 2003 hat sich Ukrsibbank in den Top Ten der Banken in der Ukraine platziert.
Im April 2006 wurde die Finanzgruppe BNP Paribas mit einem Anteil von 51 % zu einem der strategischen Investoren von Bank. Im Jahr 2009 wurde der Anteil auf 81,42 % erhöht und im Jahr 2010 auf 99,99 %. Die Integration der Konzerngesellschaften Ukrsibbank und BNP Paribas eröffnete für die Bank neue Möglichkeiten, wie Beteiligung an einer globalen Marke und den Übergang zu neuen Management-Standards. Seit 2014 hat die Ukrsibbank mehr als 2 Millionen Privatkunden.
Am 2. Februar 2016 kaufte EBRD 25 % der Anteile an der Bank BNP Paribas, so dass sich der Anteil der BNP Paribas in Ukrsibbank auf 59,99 % verringerte und der Anteil von EBRD sich auf 40 % erhöhte.